# Astor House
Astor House er en femetagers bygning i distriktet Hongkou i Shanghais centrum. Den neoklassiske barok blev bygget i  1846 under navnet Richard's Hotel and Restaurant, men fik navnet Astor House i 1857. Mange berømtheder har boet på hotellet, blandt andre den amerikanske general og senere præsident  Ulysses S. Grant, fysikeren Albert Einstein, musikeren Scott Joplin, filosoffen Bertrand Russell, balletdanseren Margot Fonteyn og stumfilmkomikeren Charlie Chaplin. Chiang Kai-shek sov her i 24 dage før han flygtede til Formosa i 1949.  
Astor House var den første bygning i Kina som fik elektrisk lys.
I 1990 blev hotellet det første tilholdssted for Shanghaibørsen. Senere blev det et hotel igen, under navnet Pujiang Hotel.
Det ligger tæt ved udløbet af Suzhous udløb i Huangpu-floden, nord for broen som fører syd til The Bund. 

## Links
- The Bund
- Astor House Hotel Arkiveret 18. oktober 2005 hos  Wayback Machine

31°15′N 121°29′Ø / 31.25°N 121.49°Ø